# زن‌پوش

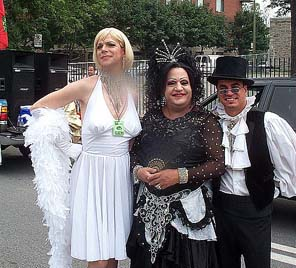
چند زن‌پوش در مراسمی در مونترآل

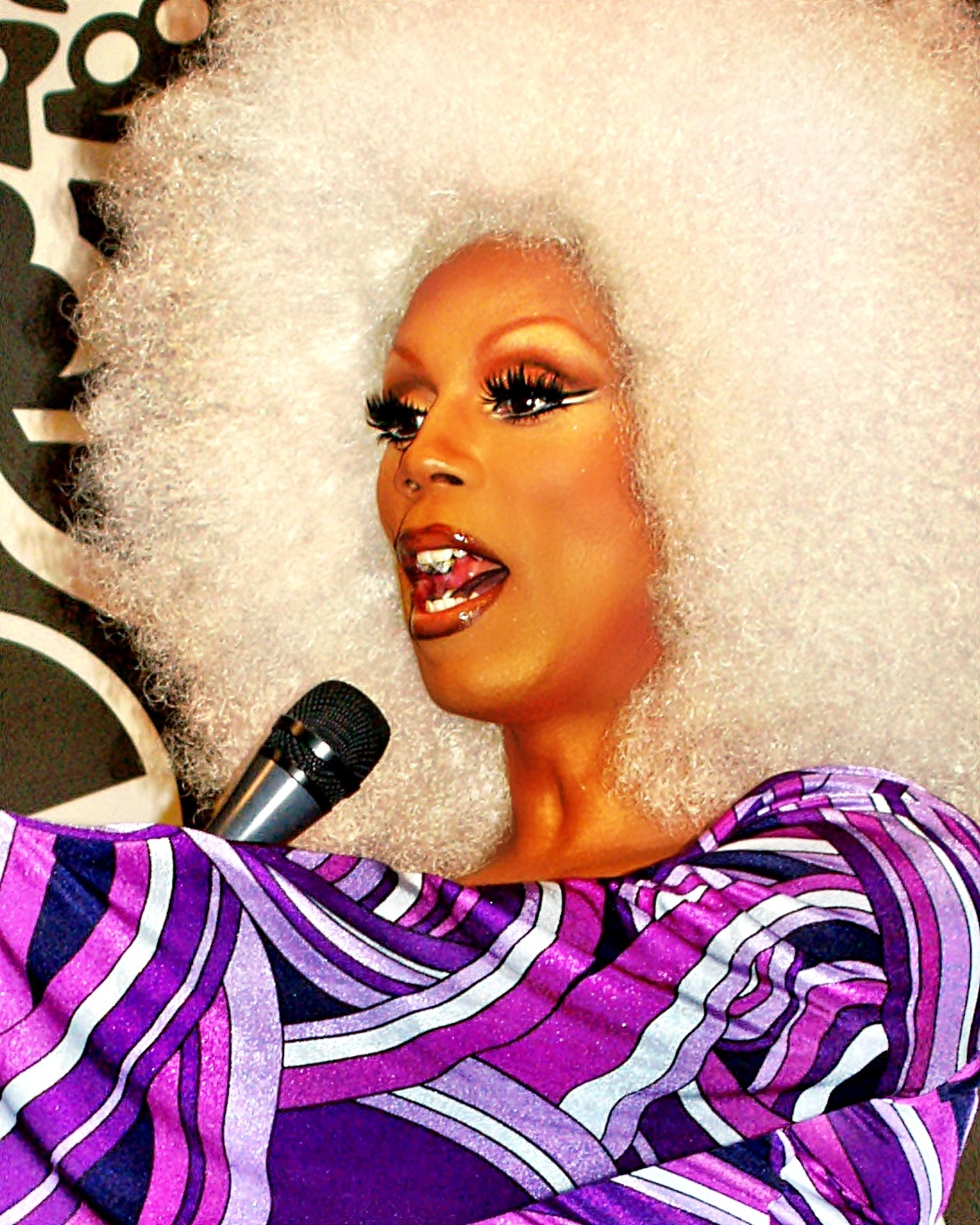
روپال، یکی از مشهورترین درگ کوئین‌ها

زن‌پوش یا درگ کوئین (به انگلیسی: Drag queen) شخصی است که لباس زنانه می‌پوشد و به نحوی اغراق‌آمیز و معمولاً به منظور سرگرمی رفتارهای زنانه انجام می‌دهد. انواع گوناگونی از هنرمندان زن‌پوش وجود دارند؛ از آنانی که به شکل حرفه‌ای زن‌پوشی می‌کنند تا آن‌هایی که تنها برای یک بار در فیلم‌ها اقدام به پوشیدن لباس زنانه می‌کنند. نوع دیگری از مبدل‌پوشی و مقابل زن‌پوش، درگ کینگ یا مردپوش است.

## زن‌پوش‌های مشهور
اسامی برخی از زن‌پوش‌های مشهور عبارتند از:
- کورتنی اکت
- پائولو بالستروس
- پابلو ویتار
- بلر سنت‌کلر
- الکسیس ماتئو
- بندلاکریم
- دیواین
- ویولت چاچکی
- اکوآریا
- آلاسکا تاندرفاک
- تریکسی ماتل
- بی‌بی زاهارا بنت
- باب د درگ کوئین
- چاد مایکلز
- مونت اکس چنج
- ساشا ولیور
- شارون نیدلز
- آدوره دلانو
- پاندورا باکس
- راون
- شانگلا لاکویفا ویدلی
- کاتیا زامولودچیکووا
- مانیلا لوزون
- مورگان مک‌میچلز
- ویلیام بلی
- جینکس مونسون
- یارا سوفیا
- چی چی لاریو
- دی کیو
- کندیس کین
- کارمن کاررا
- ورکا سردوچکا
- ویچی لین
- سیهان آرمان
- آلکسیس آرکت
- جک پلاتنیک
- بیانکا دل ریو
- آرمن را
- سوتان آمرول
- روپال
- پپرمینت
- سونیک
- ترینیتی د تاک
- میا ساتیا
- لئونا وینتر
- کارمن روپه
- اونجینا
- دریک بری
- وایوی اودلی
- کیمورا بلاک
- آجا
- الکسیس میشل
- آلیسا ادواردز
- بروک لین هایتس
- دیتوکس آیکانت
- فراه موان
- ایوی وینترز
- جسیکا وایلد
- جوجوبی
- کامرون مایکلز
- کلی مانتل
- میس فیم
- میز کراکر
- نائومی اسمالز
- نینا وست
- پرل
- جیدا اسنس هول
- فی فی اوهارا
- ساهارا داونپورت
- شی کولی
- تامی براون
- والنتینا
- ونسا وانجی ماتئو
- د ویکسن
- آسیا اوهارا
- لاگانجا استرانجا
- ونسا ون کارتیه
- کری کولبی
- ویلو پیل
- سیمون
- ویلو پیل
- پکا میموزا
- مونیکا بورلی هیلز
- ساشا کولبی
- جید جولی
- دبورا امبرس
- ویوین
- روکسی اندروز
- شارون
- کارمن فارالا
- نیمفیا ویند
- تایرا سانچز
- پلاستیک تیارا

## زن‌پوش‌ها در فیلم
فهرست برخی از فیلم‌هایی که شخصیت زن‌پوش در آن حضور داشته عبارتند از:
- خانم داوت‌فایر
- به وانگ فو
- جوانا من
- خانه مامان بزرگ"
- خانه مامان بزرگ ۲
- خانه مامان بزرگ ۳
- دوست‌دختر جدید
- دختران سفیدپوست
- طاووس
- هر چیزی برای عشق
- مرد اضافی
- خواهری پسران
- راهبه‌ها در فرار
- گلن یا گلندا
- نوربیت
- راکی هارور
- درست مانند یک زن
- خواهر کوچک
- جک و جیل
- توتسی
- بعضی‌ها داغشو دوست دارن
- باشگاه خریداران دالاس
- ام. باترفلای
- غروب خدایان
- ویکتور ویکتوریا
- آدم‌برفی
- کروئلا
- زندگی در یک سال
- توئین پیکس